# 艾米丽玩闹鬼2
《艾米丽玩闹鬼2》是由 Shawn Hitchcock 制作的《艾米丽玩闹鬼》的续集。这个游戏于2017年12月推出正式版，并将在2018年4月24日发布PlayStation 4版。

## 故事
这次玩家所操纵的是一位工作时间为下午4时至11时的三明治送货员。
根据试玩版内容，故事在主角的家中开始，主角在进行了一场盛大的派对后，主角必须在4点去工作。于是主角决定在工作前休息一会儿。而在主角睡眠时，他表示一直发出同样的噩梦：在准备工作时遇到各种娃娃。而当他真正醒来时，他开始准备并前去工作。
而根据游戏简介，而真正的故事发生在星期五的下午7时，送货员来到了一个收集着所有在案件留下的事物和证据的仓库，其中就包括前作的三只娃娃。而送货员就在这时被娃娃们锁在了这个地方。送货员必须找到出口才能离开。而途中，艾米丽和其他新娃娃都会出现。

## 游玩方法
和前作一样，玩家必须生存并对抗艾米丽和她的娃娃。同样的，每个娃娃都有对应的游戏。

## 开发
游戏早期英文名为“Emily Wants to Play 2”，后改为“Emily Wants to Play Too”。开发者曾经表示将会让此游戏支持虚拟现实平台。游戏于2017年12月14日在Steam商店推出。在2018年4月24日，游戏将推出PlayStation 4版。